# Émile Cottenet
Pour les articles homonymes, voir Cottenet.
Émile Cottenet dit Émile, né Émilien Cottenet à Lyon vers 1783 et mort dans l'ancien 8e arrondissement de Paris le 13 novembre 1833, est un acteur, chansonnier et auteur dramatique français.

## Biographie
D'origine lyonnaise, membre de la Société épicurienne de Lyon, Émilien Cottenet devient artiste dramatique sous le nom d'Émile Cottenet à la fin des années 1800. Avec son épouse Anne Briquet, il a une fille, Marie Adélaïde, en 1809 et un fils, Paul Napoléon, en 1811.
Émile Cottenet vient à Paris vers 1812 et devient acteur pour le théâtre de la Porte-Saint-Martin, avant de travailler pour la troupe du théâtre du Gymnase. Ses pièces ont été représentées sur plusieurs grandes scènes parisiennes du XIXe siècle : théâtre de la Porte-Saint-Martin, théâtre du Vaudeville, théâtre de la Gaîté, etc. Il s'est produit au théâtre des Célestins à Lyon. 
Domicilié 15, galerie de l'Orme, il meurt à l'hospice Saint-Antoine le 13 novembre 1833 à l'âge de 50 ans,,. Il est inhumé le lendemain au cimetière du Père-Lachaise.
Émile Cottenet est le grand-oncle du chansonnier, auteur et compositeur dramatique Étienne Ducret (1829-1909).

## Œuvres
- 1810 : Le Petit Saint-Jean, ou la Vente publique, vaudeville en 1 acte, au théâtre de la Porte-Saint-Martin
- 1816 : Les Jumelles béarnaises, comédie-vaudeville en 1 acte, mêlée de couplets, avec Jules Vernet, au théâtre de la Porte-Saint-Martin (2 février)[12]
- 1816 : Dumollet à Lyon, ou Bêtise sur bêtise, folie-vaudeville en 1 acte, avec J. Beuzeville, au théâtre des Célestins de Lyon (2 avril)
- 1816 : Le Poisson d'avril, ou le Charivari, amorce en 1 acte, mêlée de vaudevilles, avec Pierre Carmouche, au théâtre de la Porte-Saint-Martin (1er avril)[13]
- 1816 : Le Bateau à vapeur, comédie en 1 acte, mêlée de couplets, avec Henri Simon et Pierre Carmouche, au théâtre de la Porte-Saint-Martin (8 mai)[14]
- 1817 : La Mascaradomanie ou la Petite revue de 1817, scènes épisodiques mêlées de vaudevilles, au théâtre du Cirque-Olympique (11 mars)
- 1817 : Le Soldat et le Courtisan, ou l'Auberge du Point-du-Jour, comédie-vaudeville en 1 acte et en prose, avec J. Beuzeville, au théâtre du Vaudeville (29 mai)[15]
- 1817 : Est-ce une fille ? est-ce un garçon ?, à-propos vaudeville en 1 acte, à l'occasion de l'heureux accouchement de S. A. R. Mme la duchesse de Berry, avec Martin, au Cirque-Olympique (13 juillet)
- 1817 : L'Heureuse Nouvelle, ou le Premier arrivé, à-propos en 1 acte, mêlé de vaudevilles, au théâtre de la Porte-Saint-Martin (14 juillet)
- 1817 : La Fête du Béarnais, à-propos en 1 acte, mêlé de vaudevilles, à l'occasion de la fête du roi, avec Charles Hubert, musique d'Alexandre Piccinni, au Cirque-Olympique (23 août)
- 1820 : Tristesse et Gaîté, ou les Deux noces, vaudeville en 1 acte, avec Charles Hubert, au théâtre de la Porte-Saint-Martin (11 juillet)
- 1821 : Les Trébuchets, folie villageoise, mêlée de couplets, au théâtre de la Gaîté (27 janvier)[16]
- 1821 : Patapan, ex-tambour de l'armée d'Espagne, à la représentation de l'Attaque du convoi, pot-pourri mêlé de combats, danses, évolutions, ballets, écrit sous sa dictée, au Cirque-Olympique (19 février)
- 1821 : Patapan à la représentation de Jeanne d'Arc à Feydeau, pot-pourri écrit sous sa dictée, parodie de Jeanne d'Arc opéra de Michele Carafa représenté au théâtre Feydeau le 10 mars 1821
- 1826 : Arlequin, le dentiste et son compère, parade en 4 actes
- 1827 : Athènes, ou les Grecs d'aujourd'hui, tragédie en 3 parties et en vers, représentée à Londres (4 juillet) et à Paris[17]
- 1828 : Une escapade aux Brotteaux, ou l'Anguille à la tartare, folie-vaudeville, au théâtre des Célestins de Lyon (15 juillet)
- 1830 : Boutade, devinez à qui ?, imprimerie David, Paris[18],[19]
- 1830 : Le Chant du peuple, ou l'Alarme des rois, chant national, imprimerie de Carpentier-Méricourt, Paris[20]